# Tour de l'Ain 2023
La 35e édition du Tour de l'Ain se déroule du 31 juillet au 2 août 2023. La course fait partie du calendrier UCI Europe Tour 2023 en catégorie 2.1. Il est remporté par  Michael Storer pour la seconde fois.

## Présentation

### Équipes
Classé en catégorie 2.1 de l'UCI Europe Tour, le Tour de l'Ain est par conséquent ouvert aux WorldTeams dans la limite de 50 % des équipes participantes, aux équipes continentales professionnelles, aux équipes continentales et aux équipes nationales.
| WorldTeams (7)- Cofidis - AG2R Citroën Team - EF Education-EasyPost - Groupama-FDJ - Intermarché-Circus-Wanty - Arkéa-Samsic - Lidl-Trek ProTeams (3)- TotalEnergies - Q36.5 Pro Cycling Team - Tudor Pro Cycling Team Équipes continentales (6)- Astana Qazaqstan Development Team - CIC U Nantes Atlantique - Van Rysel-Roubaix Lille Métropole - Saint Michel-Mavic-Auber 93 - Nice Métropole Côte d'Azur - Leopard TOGT Pro Cycling Équipe nationale- Allemagne espoirs |
| |

### Favoris
Michael Storer (Groupama-FDJ), vainqueur de l'édition 2021, est comme bon prétendant, bien qu'il n'ait pas de résultats très marquants depuis le début de l'année. Aurelien Paret-Peintre (AG2R Citroën Team), vainqueur d'étape sur le Giro est lui aussi favori ainsi que son coéquipier Jaakko Hänninen, 4e l'an passé, bien aidé par Nicolas Prodhomme. Hugh Carthy (EF Education-EasyPost) est lui aussi une belle carte. 
On peut citer aussi Alexander Jefferson Cepeda (EF Education-Easypost), Rudy Molard (Groupama-FDJ), Lilian Calmejane (Intermarché-Wanty Gobert), Kenny Elissonde (Lidl-Trek), Cristian Rodriguez (Arkea-Samsic) ou encore Alexis Vuillermoz (TotalEnergies).

## Étapes
Le Tour de l'Ain est constitué de trois étapes en ligne :
| Étape     | Date      | Villes étapes                | type            | Distance (km) | Vainqueur d'étape | Leader du classement général |
| --------- | --------- | ---------------------------- | --------------- | ------------- | ----------------- | ---------------------------- |
| 1re étape | 31 juill. | Loyettes – La Plaine Tonique | étape de plaine | 154           | Jake Stewart      | Jake Stewart                 |
| 2e étape  | 1 août    | Saint-Vulbas – Lagnieu       | étape vallonnée | 124           | Alexander Cepeda  | Alexander Cepeda             |
| 3e étape  | 3 août    | Oyonnax – station Monts Jura | étape vallonnée | 137           | Michael Storer    | Michael Storer               |

## Déroulement de la course

### 1reétape
Comme l'année précédente, Jake Stewart remporte le sprint de la première étape.
| \| Classement de l'étape \| Classement de l'étape \| Classement de l'étape \| Classement de l'étape \| Classement de l'étape \| \| Coureur \| Coureur \| Pays \| Équipe \| Temps \| \| --------------------- \| --------------------- \| --------------------- \| ----------------------------------- \| --------------------- \| \| 1er \| Jake Stewart \| Royaume-Uni \| Groupama-FDJ \| 3 h 32 min 15 s \| \| 2e \| Emmanuel Morin \| France \| CIC U Nantes Atlantique \| + 0 s \| \| 3e \| Nacer Bouhanni \| France \| Arkéa-Samsic \| + 0 s \| \| 4e \| Tom Devriendt \| Belgique \| Q36.5 Pro Cycling Team \| + 0 s \| \| 5e \| Jason Tesson \| France \| TotalEnergies \| + 0 s \| \| 6e \| Arne Marit \| Belgique \| Intermarché-Circus-Wanty \| + 0 s \| \| 7e \| Tobias Müller \| Allemagne \| Rad-Net Oßwald \| + 0 s \| \| 8e \| Emīls Liepiņš \| Lettonie \| Lidl-Trek \| + 0 s \| \| 9e \| Romain Cardis \| France \| Saint Michel-Mavic-Auber 93 \| + 0 s \| \| 10e \| Henri Uhlig \| Allemagne \| Alpecin-Deceuninck Development Team \| + 0 s \| |                |             |                                     |                 |
| |                |             |                                     |                 |
| Source : ProCyclingStats |                |             |                                     |                 |
| Classement de l'étape |                |             |                                     |                 |
| Coureur | Coureur        | Pays        | Équipe                              | Temps           |
| 1er | Jake Stewart   | Royaume-Uni | Groupama-FDJ                        | 3 h 32 min 15 s |
| 2e | Emmanuel Morin | France      | CIC U Nantes Atlantique             | + 0 s           |
| 3e | Nacer Bouhanni | France      | Arkéa-Samsic                        | + 0 s           |
| 4e | Tom Devriendt  | Belgique    | Q36.5 Pro Cycling Team              | + 0 s           |
| 5e | Jason Tesson   | France      | TotalEnergies                       | + 0 s           |
| 6e | Arne Marit     | Belgique    | Intermarché-Circus-Wanty            | + 0 s           |
| 7e | Tobias Müller  | Allemagne   | Rad-Net Oßwald                      | + 0 s           |
| 8e | Emīls Liepiņš  | Lettonie    | Lidl-Trek                           | + 0 s           |
| 9e | Romain Cardis  | France      | Saint Michel-Mavic-Auber 93         | + 0 s           |
| 10e | Henri Uhlig    | Allemagne   | Alpecin-Deceuninck Development Team | + 0 s           |

| \| Classement général \| Classement général \| Classement général \| Classement général \| Classement général \| \| Coureur \| Coureur \| Pays \| Équipe \| Temps \| \| ------------------ \| ------------------ \| ------------------ \| ----------------------------------- \| ------------------ \| \| 1er \| Jake Stewart \| Royaume-Uni \| Groupama-FDJ \| 3 h 32 min 05 s \| \| 2e \| Emmanuel Morin \| France \| CIC U Nantes Atlantique \| + 4 s \| \| 3e \| Nacer Bouhanni \| France \| Arkéa-Samsic \| + 6 s \| \| 4e \| Tom Devriendt \| Belgique \| Q36.5 Pro Cycling Team \| + 10 s \| \| 5e \| Jason Tesson \| France \| TotalEnergies \| + 10 s \| \| 6e \| Arne Marit \| Belgique \| Intermarché-Circus-Wanty \| + 10 s \| \| 7e \| Tobias Müller \| Allemagne \| Rad-Net Oßwald \| + 10 s \| \| 8e \| Emīls Liepiņš \| Lettonie \| Lidl-Trek \| + 10 s \| \| 9e \| Romain Cardis \| France \| Saint Michel-Mavic-Auber 93 \| + 10 s \| \| 10e \| Henri Uhlig \| Allemagne \| Alpecin-Deceuninck Development Team \| + 10 s \| |                |             |                                     |                 |
| |                |             |                                     |                 |
| Source : ProCyclingStats |                |             |                                     |                 |
| Classement général |                |             |                                     |                 |
| Coureur | Coureur        | Pays        | Équipe                              | Temps           |
| 1er | Jake Stewart   | Royaume-Uni | Groupama-FDJ                        | 3 h 32 min 05 s |
| 2e | Emmanuel Morin | France      | CIC U Nantes Atlantique             | + 4 s           |
| 3e | Nacer Bouhanni | France      | Arkéa-Samsic                        | + 6 s           |
| 4e | Tom Devriendt  | Belgique    | Q36.5 Pro Cycling Team              | + 10 s          |
| 5e | Jason Tesson   | France      | TotalEnergies                       | + 10 s          |
| 6e | Arne Marit     | Belgique    | Intermarché-Circus-Wanty            | + 10 s          |
| 7e | Tobias Müller  | Allemagne   | Rad-Net Oßwald                      | + 10 s          |
| 8e | Emīls Liepiņš  | Lettonie    | Lidl-Trek                           | + 10 s          |
| 9e | Romain Cardis  | France      | Saint Michel-Mavic-Auber 93         | + 10 s          |
| 10e | Henri Uhlig    | Allemagne   | Alpecin-Deceuninck Development Team | + 10 s          |

### 2eétape
| \| Classement de l'étape \| Classement de l'étape \| Classement de l'étape \| Classement de l'étape \| Classement de l'étape \| \| Coureur \| Coureur \| Pays \| Équipe \| Temps \| \| --------------------- \| --------------------- \| --------------------- \| ----------------------- \| --------------------- \| \| 1er \| Alexander Cepeda \| Équateur \| EF Education-EasyPost \| 2 h 58 min 11 s \| \| 2e \| Michael Storer \| Australie \| Groupama-FDJ \| + 0 s \| \| 3e \| Kenny Elissonde \| France \| Lidl-Trek \| + 14 s \| \| 4e \| Julien Bernard \| France \| Lidl-Trek \| + 37 s \| \| 5e \| Rudy Molard \| France \| Groupama-FDJ \| + 37 s \| \| 6e \| Nicolas Prodhomme \| France \| AG2R Citroën Team \| + 37 s \| \| 7e \| Élie Gesbert \| France \| Arkéa-Samsic \| + 37 s \| \| 8e \| Jordan Jegat \| France \| CIC U Nantes Atlantique \| + 37 s \| \| 9e \| Merhawi Kudus \| Érythrée \| EF Education-EasyPost \| + 37 s \| \| 10e \| Sébastien Reichenbach \| Suisse \| Tudor Pro Cycling Team \| + 37 s \| |                       |           |                         |                 |
| |                       |           |                         |                 |
| Source : ProCyclingStats |                       |           |                         |                 |
| Classement de l'étape |                       |           |                         |                 |
| Coureur | Coureur               | Pays      | Équipe                  | Temps           |
| 1er | Alexander Cepeda      | Équateur  | EF Education-EasyPost   | 2 h 58 min 11 s |
| 2e | Michael Storer        | Australie | Groupama-FDJ            | + 0 s           |
| 3e | Kenny Elissonde       | France    | Lidl-Trek               | + 14 s          |
| 4e | Julien Bernard        | France    | Lidl-Trek               | + 37 s          |
| 5e | Rudy Molard           | France    | Groupama-FDJ            | + 37 s          |
| 6e | Nicolas Prodhomme     | France    | AG2R Citroën Team       | + 37 s          |
| 7e | Élie Gesbert          | France    | Arkéa-Samsic            | + 37 s          |
| 8e | Jordan Jegat          | France    | CIC U Nantes Atlantique | + 37 s          |
| 9e | Merhawi Kudus         | Érythrée  | EF Education-EasyPost   | + 37 s          |
| 10e | Sébastien Reichenbach | Suisse    | Tudor Pro Cycling Team  | + 37 s          |

| \| Classement général \| Classement général \| Classement général \| Classement général \| Classement général \| \| Coureur \| Coureur \| Pays \| Équipe \| Temps \| \| ------------------ \| --------------------- \| ------------------ \| ----------------------- \| ------------------ \| \| 1er \| Alexander Cepeda \| Équateur \| EF Education-EasyPost \| 6 h 30 min 16 s \| \| 2e \| Michael Storer \| Australie \| Groupama-FDJ \| + 4 s \| \| 3e \| Hugh Carthy \| Royaume-Uni \| EF Education-EasyPost \| + 10 s \| \| 4e \| Kenny Elissonde \| France \| Lidl-Trek \| + 20 s \| \| 5e \| Rudy Molard \| France \| Groupama-FDJ \| + 47 s \| \| 6e \| Merhawi Kudus \| Érythrée \| EF Education-EasyPost \| + 47 s \| \| 7e \| Nicolas Prodhomme \| France \| AG2R Citroën Team \| + 47 s \| \| 8e \| Damien Howson \| Australie \| Q36.5 Pro Cycling Team \| + 47 s \| \| 9e \| Sébastien Reichenbach \| Suisse \| Tudor Pro Cycling Team \| + 47 s \| \| 10e \| Jordan Jegat \| France \| CIC U Nantes Atlantique \| + 47 s \| |                       |             |                         |                 |
| |                       |             |                         |                 |
| Source : ProCyclingStats |                       |             |                         |                 |
| Classement général |                       |             |                         |                 |
| Coureur | Coureur               | Pays        | Équipe                  | Temps           |
| 1er | Alexander Cepeda      | Équateur    | EF Education-EasyPost   | 6 h 30 min 16 s |
| 2e | Michael Storer        | Australie   | Groupama-FDJ            | + 4 s           |
| 3e | Hugh Carthy           | Royaume-Uni | EF Education-EasyPost   | + 10 s          |
| 4e | Kenny Elissonde       | France      | Lidl-Trek               | + 20 s          |
| 5e | Rudy Molard           | France      | Groupama-FDJ            | + 47 s          |
| 6e | Merhawi Kudus         | Érythrée    | EF Education-EasyPost   | + 47 s          |
| 7e | Nicolas Prodhomme     | France      | AG2R Citroën Team       | + 47 s          |
| 8e | Damien Howson         | Australie   | Q36.5 Pro Cycling Team  | + 47 s          |
| 9e | Sébastien Reichenbach | Suisse      | Tudor Pro Cycling Team  | + 47 s          |
| 10e | Jordan Jegat          | France      | CIC U Nantes Atlantique | + 47 s          |

### 3eétape
| \| Classement de l'étape \| Classement de l'étape \| Classement de l'étape \| Classement de l'étape \| Classement de l'étape \| \| Coureur \| Coureur \| Pays \| Équipe \| Temps \| \| --------------------- \| --------------------- \| --------------------- \| ------------------------ \| --------------------- \| \| 1er \| Michael Storer \| Australie \| Groupama-FDJ \| 3 h 25 min 40 s \| \| 2e \| Kenny Elissonde \| France \| Lidl-Trek \| + 2 min 02 s \| \| 3e \| Lilian Calmejane \| France \| Intermarché-Circus-Wanty \| + 2 min 30 s \| \| 4e \| Simon Pellaud \| Suisse \| Tudor Pro Cycling Team \| + 2 min 32 s \| \| 5e \| Nicolas Prodhomme \| France \| AG2R Citroën Team \| + 2 min 35 s \| \| 6e \| Élie Gesbert \| France \| Arkéa-Samsic \| + 2 min 37 s \| \| 7e \| Jesús Herrada \| Espagne \| Cofidis \| + 2 min 37 s \| \| 8e \| Rudy Molard \| France \| Groupama-FDJ \| + 2 min 37 s \| \| 9e \| Julien Bernard \| France \| Lidl-Trek \| + 2 min 37 s \| \| 10e \| Merhawi Kudus \| Érythrée \| EF Education-EasyPost \| + 2 min 37 s \| |                   |           |                          |                 |
| |                   |           |                          |                 |
| Source : ProCyclingStats |                   |           |                          |                 |
| Classement de l'étape |                   |           |                          |                 |
| Coureur | Coureur           | Pays      | Équipe                   | Temps           |
| 1er | Michael Storer    | Australie | Groupama-FDJ             | 3 h 25 min 40 s |
| 2e | Kenny Elissonde   | France    | Lidl-Trek                | + 2 min 02 s    |
| 3e | Lilian Calmejane  | France    | Intermarché-Circus-Wanty | + 2 min 30 s    |
| 4e | Simon Pellaud     | Suisse    | Tudor Pro Cycling Team   | + 2 min 32 s    |
| 5e | Nicolas Prodhomme | France    | AG2R Citroën Team        | + 2 min 35 s    |
| 6e | Élie Gesbert      | France    | Arkéa-Samsic             | + 2 min 37 s    |
| 7e | Jesús Herrada     | Espagne   | Cofidis                  | + 2 min 37 s    |
| 8e | Rudy Molard       | France    | Groupama-FDJ             | + 2 min 37 s    |
| 9e | Julien Bernard    | France    | Lidl-Trek                | + 2 min 37 s    |
| 10e | Merhawi Kudus     | Érythrée  | EF Education-EasyPost    | + 2 min 37 s    |

| \| Classement général \| Classement général \| Classement général \| Classement général \| Classement général \| \| Coureur \| Coureur \| Pays \| Équipe \| Temps \| \| ------------------ \| --------------------- \| ------------------ \| ----------------------- \| ------------------ \| \| 1er \| Michael Storer \| Australie \| Groupama-FDJ \| 9 h 55 min 50 s \| \| 2e \| Kenny Elissonde \| France \| Lidl-Trek \| + 2 min 22 s \| \| 3e \| Nicolas Prodhomme \| France \| AG2R Citroën Team \| + 3 min 28 s \| \| 4e \| Rudy Molard \| France \| Groupama-FDJ \| + 3 min 30 s \| \| 5e \| Merhawi Kudus \| Érythrée \| EF Education-EasyPost \| + 3 min 30 s \| \| 6e \| Sébastien Reichenbach \| Suisse \| Tudor Pro Cycling Team \| + 3 min 30 s \| \| 7e \| Élie Gesbert \| France \| Arkéa-Samsic \| + 3 min 30 s \| \| 8e \| Jordan Jegat \| France \| CIC U Nantes Atlantique \| + 3 min 30 s \| \| 9e \| Jesús Herrada \| Espagne \| Cofidis \| + 3 min 30 s \| \| 10e \| Julien Bernard \| France \| Lidl-Trek \| + 3 min 30 s \| |                       |           |                         |                 |
| |                       |           |                         |                 |
| Source : ProCyclingStats |                       |           |                         |                 |
| Classement général |                       |           |                         |                 |
| Coureur | Coureur               | Pays      | Équipe                  | Temps           |
| 1er | Michael Storer        | Australie | Groupama-FDJ            | 9 h 55 min 50 s |
| 2e | Kenny Elissonde       | France    | Lidl-Trek               | + 2 min 22 s    |
| 3e | Nicolas Prodhomme     | France    | AG2R Citroën Team       | + 3 min 28 s    |
| 4e | Rudy Molard           | France    | Groupama-FDJ            | + 3 min 30 s    |
| 5e | Merhawi Kudus         | Érythrée  | EF Education-EasyPost   | + 3 min 30 s    |
| 6e | Sébastien Reichenbach | Suisse    | Tudor Pro Cycling Team  | + 3 min 30 s    |
| 7e | Élie Gesbert          | France    | Arkéa-Samsic            | + 3 min 30 s    |
| 8e | Jordan Jegat          | France    | CIC U Nantes Atlantique | + 3 min 30 s    |
| 9e | Jesús Herrada         | Espagne   | Cofidis                 | + 3 min 30 s    |
| 10e | Julien Bernard        | France    | Lidl-Trek               | + 3 min 30 s    |

## Classements finals

### Classement général
| \| Classement général \| Classement général \| Classement général \| Classement général \| Classement général \| \| Coureur \| Coureur \| Pays \| Équipe \| Temps \| \| ------------------ \| --------------------- \| ------------------ \| ----------------------- \| ------------------ \| \| 1er \| Michael Storer \| Australie \| Groupama-FDJ \| 9 h 55 min 50 s \| \| 2e \| Kenny Elissonde \| France \| Lidl-Trek \| + 2 min 22 s \| \| 3e \| Nicolas Prodhomme \| France \| AG2R Citroën Team \| + 3 min 28 s \| \| 4e \| Rudy Molard \| France \| Groupama-FDJ \| + 3 min 30 s \| \| 5e \| Merhawi Kudus \| Érythrée \| EF Education-EasyPost \| + 3 min 30 s \| \| 6e \| Sébastien Reichenbach \| Suisse \| Tudor Pro Cycling Team \| + 3 min 30 s \| \| 7e \| Élie Gesbert \| France \| Arkéa-Samsic \| + 3 min 30 s \| \| 8e \| Jordan Jegat \| France \| CIC U Nantes Atlantique \| + 3 min 30 s \| \| 9e \| Jesús Herrada \| Espagne \| Cofidis \| + 3 min 30 s \| \| 10e \| Julien Bernard \| France \| Lidl-Trek \| + 3 min 30 s \| |                       |           |                         |                 |
| |                       |           |                         |                 |
| Source : ProCyclingStats |                       |           |                         |                 |
| Classement général |                       |           |                         |                 |
| Coureur | Coureur               | Pays      | Équipe                  | Temps           |
| 1er | Michael Storer        | Australie | Groupama-FDJ            | 9 h 55 min 50 s |
| 2e | Kenny Elissonde       | France    | Lidl-Trek               | + 2 min 22 s    |
| 3e | Nicolas Prodhomme     | France    | AG2R Citroën Team       | + 3 min 28 s    |
| 4e | Rudy Molard           | France    | Groupama-FDJ            | + 3 min 30 s    |
| 5e | Merhawi Kudus         | Érythrée  | EF Education-EasyPost   | + 3 min 30 s    |
| 6e | Sébastien Reichenbach | Suisse    | Tudor Pro Cycling Team  | + 3 min 30 s    |
| 7e | Élie Gesbert          | France    | Arkéa-Samsic            | + 3 min 30 s    |
| 8e | Jordan Jegat          | France    | CIC U Nantes Atlantique | + 3 min 30 s    |
| 9e | Jesús Herrada         | Espagne   | Cofidis                 | + 3 min 30 s    |
| 10e | Julien Bernard        | France    | Lidl-Trek               | + 3 min 30 s    |

### Classements annexes
| Classement par points | Classement par points | Classement par points | Classement par points    | Classement par points |
| Coureur               | Coureur               | Pays                  | Équipe                   | Points                |
| --------------------- | --------------------- | --------------------- | ------------------------ | --------------------- |
| 1er                   | Michael Storer        | Australie             | Groupama-FDJ             | 45 pts                |
| 2e                    | Kenny Elissonde       | France                | Lidl-Trek                | 36 pts                |
| 3e                    | Alexander Cepeda      | Équateur              | EF Education-EasyPost    | 25 pts                |
| 4e                    | Jake Stewart          | Royaume-Uni           | Groupama-FDJ             | 25 pts                |
| 5e                    | Nicolas Prodhomme     | France                | AG2R Citroën Team        | 22 pts                |
| 6e                    | Julien Bernard        | France                | Lidl-Trek                | 21 pts                |
| 7e                    | Rudy Molard           | France                | Groupama-FDJ             | 20 pts                |
| 8e                    | Emmanuel Morin        | France                | CIC U Nantes Atlantique  | 20 pts                |
| 9e                    | Élie Gesbert          | France                | Arkéa-Samsic             | 19 pts                |
| 10e                   | Lilian Calmejane      | France                | Intermarché-Circus-Wanty | 17 pts                |

| Classement par points | Classement par points | Classement par points | Classement par points    | Classement par points |
| Coureur               | Coureur               | Pays                  | Équipe                   | Points                |
| --------------------- | --------------------- | --------------------- | ------------------------ | --------------------- |
| 1er                   | Michael Storer        | Australie             | Groupama-FDJ             | 45 pts                |
| 2e                    | Kenny Elissonde       | France                | Lidl-Trek                | 36 pts                |
| 3e                    | Alexander Cepeda      | Équateur              | EF Education-EasyPost    | 25 pts                |
| 4e                    | Jake Stewart          | Royaume-Uni           | Groupama-FDJ             | 25 pts                |
| 5e                    | Nicolas Prodhomme     | France                | AG2R Citroën Team        | 22 pts                |
| 6e                    | Julien Bernard        | France                | Lidl-Trek                | 21 pts                |
| 7e                    | Rudy Molard           | France                | Groupama-FDJ             | 20 pts                |
| 8e                    | Emmanuel Morin        | France                | CIC U Nantes Atlantique  | 20 pts                |
| 9e                    | Élie Gesbert          | France                | Arkéa-Samsic             | 19 pts                |
| 10e                   | Lilian Calmejane      | France                | Intermarché-Circus-Wanty | 17 pts                |

| Classement de la montagne | Classement de la montagne | Classement de la montagne | Classement de la montagne         | Classement de la montagne |
| Coureur                   | Coureur                   | Pays                      | Équipe                            | Points                    |
| ------------------------- | ------------------------- | ------------------------- | --------------------------------- | ------------------------- |
| 1er                       | Lilian Calmejane          | France                    | Intermarché-Circus-Wanty          | 41 pts                    |
| 2e                        | Michael Storer            | Australie                 | Groupama-FDJ                      | 31 pts                    |
| 3e                        | Mads Østergaard           | Danemark                  | Leopard TOGT Pro Cycling          | 25 pts                    |
| 4e                        | Kenny Elissonde           | France                    | Lidl-Trek                         | 15 pts                    |
| 5e                        | Clément Venturini         | France                    | AG2R Citroën Team                 | 14 pts                    |
| 6e                        | Maxime Jarnet             | France                    | Van Rysel-Roubaix Lille Métropole | 12 pts                    |
| 7e                        | Simon Pellaud             | Suisse                    | Tudor Pro Cycling Team            | 10 pts                    |
| 8e                        | Alexander Cepeda          | Équateur                  | EF Education-EasyPost             | 10 pts                    |
| 9e                        | Théo Delacroix            | France                    | Saint Michel-Mavic-Auber 93       | 9 pts                     |
| 10e                       | Jesús Herrada             | Espagne                   | Cofidis                           | 8 pts                     |

| Classement de la montagne | Classement de la montagne | Classement de la montagne | Classement de la montagne         | Classement de la montagne |
| Coureur                   | Coureur                   | Pays                      | Équipe                            | Points                    |
| ------------------------- | ------------------------- | ------------------------- | --------------------------------- | ------------------------- |
| 1er                       | Lilian Calmejane          | France                    | Intermarché-Circus-Wanty          | 41 pts                    |
| 2e                        | Michael Storer            | Australie                 | Groupama-FDJ                      | 31 pts                    |
| 3e                        | Mads Østergaard           | Danemark                  | Leopard TOGT Pro Cycling          | 25 pts                    |
| 4e                        | Kenny Elissonde           | France                    | Lidl-Trek                         | 15 pts                    |
| 5e                        | Clément Venturini         | France                    | AG2R Citroën Team                 | 14 pts                    |
| 6e                        | Maxime Jarnet             | France                    | Van Rysel-Roubaix Lille Métropole | 12 pts                    |
| 7e                        | Simon Pellaud             | Suisse                    | Tudor Pro Cycling Team            | 10 pts                    |
| 8e                        | Alexander Cepeda          | Équateur                  | EF Education-EasyPost             | 10 pts                    |
| 9e                        | Théo Delacroix            | France                    | Saint Michel-Mavic-Auber 93       | 9 pts                     |
| 10e                       | Jesús Herrada             | Espagne                   | Cofidis                           | 8 pts                     |

| Classement du meilleur jeune | Classement du meilleur jeune | Classement du meilleur jeune | Classement du meilleur jeune      | Classement du meilleur jeune |
| Coureur                      | Coureur                      | Pays                         | Équipe                            | Temps                        |
| ---------------------------- | ---------------------------- | ---------------------------- | --------------------------------- | ---------------------------- |
| 1er                          | Joris Delbove                | France                       | Saint Michel-Mavic-Auber 93       | 10 h 00 min 14 s             |
| 2e                           | Reuben Thompson              | Nouvelle-Zélande             | Groupama-FDJ                      | + 45 s                       |
| 3e                           | Alexy Faure Prost            | France                       | Circus-Re Uz-Technord             | + 1 min 37 s                 |
| 4e                           | Baptiste Huyet               | France                       | Bourg-en-Bresse Ain Cyclisme      | + 2 min 27 s                 |
| 5e                           | Andrea Piccolo               | Italie                       | EF Education-EasyPost             | + 6 min 40 s                 |
| 6e                           | Thomas Gachignard            | France                       | Saint Michel-Mavic-Auber 93       | + 7 min 09 s                 |
| 7e                           | Maximilien Juillard          | France                       | Van Rysel-Roubaix Lille Métropole | + 7 min 37 s                 |
| 8e                           | Harold Martín López          | Équateur                     | Astana Qazaqstan Development Team | + 7 min 43 s                 |
| 9e                           | Hugo Toumire                 | France                       | Cofidis                           | + 10 min 14 s                |
| 10e                          | Mats Wenzel                  | Luxembourg                   | Leopard TOGT Pro Cycling          | + 10 min 27 s                |

| Classement du meilleur jeune | Classement du meilleur jeune | Classement du meilleur jeune | Classement du meilleur jeune      | Classement du meilleur jeune |
| Coureur                      | Coureur                      | Pays                         | Équipe                            | Temps                        |
| ---------------------------- | ---------------------------- | ---------------------------- | --------------------------------- | ---------------------------- |
| 1er                          | Joris Delbove                | France                       | Saint Michel-Mavic-Auber 93       | 10 h 00 min 14 s             |
| 2e                           | Reuben Thompson              | Nouvelle-Zélande             | Groupama-FDJ                      | + 45 s                       |
| 3e                           | Alexy Faure Prost            | France                       | Circus-Re Uz-Technord             | + 1 min 37 s                 |
| 4e                           | Baptiste Huyet               | France                       | Bourg-en-Bresse Ain Cyclisme      | + 2 min 27 s                 |
| 5e                           | Andrea Piccolo               | Italie                       | EF Education-EasyPost             | + 6 min 40 s                 |
| 6e                           | Thomas Gachignard            | France                       | Saint Michel-Mavic-Auber 93       | + 7 min 09 s                 |
| 7e                           | Maximilien Juillard          | France                       | Van Rysel-Roubaix Lille Métropole | + 7 min 37 s                 |
| 8e                           | Harold Martín López          | Équateur                     | Astana Qazaqstan Development Team | + 7 min 43 s                 |
| 9e                           | Hugo Toumire                 | France                       | Cofidis                           | + 10 min 14 s                |
| 10e                          | Mats Wenzel                  | Luxembourg                   | Leopard TOGT Pro Cycling          | + 10 min 27 s                |

| Classement par équipes | Classement par équipes            | Classement par équipes | Classement par équipes |
| Équipe                 | Équipe                            | Pays                   | Temps                  |
| ---------------------- | --------------------------------- | ---------------------- | ---------------------- |
| 1re                    | Groupama-FDJ                      | France                 | 29 h 56 min 25 s       |
| 2e                     | Lidl-Trek                         | États-Unis             | + 1 min 40 s           |
| 3e                     | EF Education-EasyPost             | États-Unis             | + 5 min 27 s           |
| 4e                     | Tudor Pro Cycling Team            | Suisse                 | + 6 min 34 s           |
| 5e                     | AG2R Citroën Team                 | France                 | + 17 min 29 s          |
| 6e                     | Intermarché-Circus-Wanty          | Belgique               | + 17 min 33 s          |
| 7e                     | Cofidis                           | France                 | + 18 min 10 s          |
| 8e                     | Van Rysel-Roubaix Lille Métropole | France                 | + 21 min 08 s          |
| 9e                     | Saint Michel-Mavic-Auber 93       | France                 | + 23 min 13 s          |
| 10e                    | Q36.5 Pro Cycling Team            | Suisse                 | + 26 min 59 s          |

| Classement par équipes | Classement par équipes            | Classement par équipes | Classement par équipes |
| Équipe                 | Équipe                            | Pays                   | Temps                  |
| ---------------------- | --------------------------------- | ---------------------- | ---------------------- |
| 1re                    | Groupama-FDJ                      | France                 | 29 h 56 min 25 s       |
| 2e                     | Lidl-Trek                         | États-Unis             | + 1 min 40 s           |
| 3e                     | EF Education-EasyPost             | États-Unis             | + 5 min 27 s           |
| 4e                     | Tudor Pro Cycling Team            | Suisse                 | + 6 min 34 s           |
| 5e                     | AG2R Citroën Team                 | France                 | + 17 min 29 s          |
| 6e                     | Intermarché-Circus-Wanty          | Belgique               | + 17 min 33 s          |
| 7e                     | Cofidis                           | France                 | + 18 min 10 s          |
| 8e                     | Van Rysel-Roubaix Lille Métropole | France                 | + 21 min 08 s          |
| 9e                     | Saint Michel-Mavic-Auber 93       | France                 | + 23 min 13 s          |
| 10e                    | Q36.5 Pro Cycling Team            | Suisse                 | + 26 min 59 s          |

### Classements UCI
La course attribue le même nombre de points pour l'UCI Europe Tour 2023 et le Classement mondial UCI (pour tous les coureurs).

## Évolution des classements
| Étape              |                    | Vainqueur _      | Classement général | Classement par points | Meilleur grimpeur | Meilleur jeune  | Super-combatif   | Meilleure équipe        |
| ------------------ | ------------------ | ---------------- | ------------------ | --------------------- | ----------------- | --------------- | ---------------- | ----------------------- |
| 1re étape          | étape de plaine    | Jake Stewart     | Jake Stewart       | Jake Stewart          | Mads Østergaard   | Tobias Müller   | Mads Østergaard  | CIC U Nantes Atlantique |
| 2e étape           | étape vallonnée    | Alexander Cepeda | Alexander Cepeda   | Alexander Cepeda      | Mads Østergaard   | Reuben Thompson | Thomas Devaux    | EF Education-EasyPost   |
| 3e étape           | étape vallonnée    | Michael Storer   | Michael Storer     | Michael Storer        | Lilian Calmejane  | Joris Delbove   | Lilian Calmejane | Groupama-FDJ            |
| Classements finals | Classements finals |                  | Michael Storer     | Michael Storer        | Lilian Calmejane  | Joris Delbove   | Kenny Elissonde  | Groupama-FDJ            |

## Liste des participants
| Légende                             | Légende                                                                                                  | Légende                                | Légende                                                                                                  |
| ----------------------------------- | --- | -------------------------------------- | --- |
| Num                                 | Dossard de départ porté par le coureur sur ce Tour de l'Ain                                              | Pos                                    | Position finale au classement général                                                                    |
| Leader du classement général        | Indique le vainqueur du classement général                                                               | Leader du classement par points        | Indique le vainqueur du classement par points                                                            |
| Leader du classement de la montagne | Indique le vainqueur du classement de la montagne                                                        | Leader du classement du meilleur jeune | Indique le vainqueur du classement du meilleur jeune                                                     |
|                                     | Indique un maillot de champion national ou mondial, suivi de sa spécialité                               | #                                      | Indique la meilleure équipe                                                                              |
| NP                                  | Indique un coureur qui n'a pas pris le départ d'une étape, suivi du numéro de l'étape où il s'est retiré | AB                                     | Indique un coureur qui n'a pas terminé une étape, suivi du numéro de l'étape où il s'est retiré          |
| HD                                  | Indique un coureur qui a terminé une étape hors des délais, suivi du numéro de l'étape                   | *                                      | Indique un coureur en lice pour le classement du meilleur jeune (coureurs nés après le 1er janvier 1997) |

| Cofidis COF | Cofidis COF               | Cofidis COF |
| ----------- | ------------------------- | ----------- |
| Num         | Coureur                   | Pos         |
| 1           | Jesús Herrada (ESP)       | 7e          |
| 2           | François Bidard (FRA)     | 34e         |
| 3           | Axel Mariault (FRA)       | AB-3        |
| 4           | Pierre-Luc Périchon (FRA) | 64e         |
| 5           | Rémy Rochas (FRA)         | 43e         |
| 6           | Hugo Toumire (FRA)        | 27e         |

| AG2R Citroën Team ACT | AG2R Citroën Team ACT        | AG2R Citroën Team ACT |
| --------------------- | ---------------------------- | --------------------- |
| Num                   | Coureur                      | Pos                   |
| 11                    | Jaakko Hänninen (FIN)        | 15e                   |
| 12                    | Aurélien Paret-Peintre (FRA) | AB-2                  |
| 13                    | Valentin Paret-Peintre (FRA) | AB-3                  |
| 14                    | Nans Peters (FRA)            | AB-3                  |
| 15                    | Nicolas Prodhomme (FRA)      | 5e                    |
| 16                    | Clément Venturini (FRA)      | 46e                   |

| EF Education-EasyPost EFE | EF Education-EasyPost EFE | EF Education-EasyPost EFE |
| ------------------------- | ------------------------- | ------------------------- |
| Num                       | Coureur                   | Pos                       |
| 21                        | Alexander Cepeda (ECU)    | 22e                       |
| 22                        | Hugh Carthy (GBR)         | NP-3                      |
| 23                        | Merhawi Kudus (ERI)       | 10e                       |
| 24                        | Andrea Piccolo (ITA)      | 21e                       |
| 25                        | Jonas Rutsch (GER)        | 68e                       |
| 26                        | Michael Valgren (DEN)     | 35e                       |

| Groupama-FDJ GFC | Groupama-FDJ GFC      | Groupama-FDJ GFC |
| ---------------- | --------------------- | ---------------- |
| Num              | Coureur               | Pos              |
| 31               | Fabian Lienhard (SUI) | 60e              |
| 32               | Rudy Molard (FRA)     | 8e               |
| 33               | Enzo Paleni (FRA)     | 48e              |
| 34               | Michael Storer (AUS)  | 1er              |
| 35               | Jake Stewart (GBR)    | 61e              |
| 36               | Reuben Thompson (NZL) | 20e              |

| Intermarché-Circus-Wanty ICW | Intermarché-Circus-Wanty ICW | Intermarché-Circus-Wanty ICW |
| ---------------------------- | ---------------------------- | ---------------------------- |
| Num                          | Coureur                      | Pos                          |
| 41                           | Lilian Calmejane (FRA)       | 3e                           |
| 42                           | Alexy Faure Prost (FRA)      | 14e                          |
| 43                           | Arne Marit (BEL)             | 53e                          |
| 44                           | Simone Petilli (ITA)         | 31e                          |
| 45                           | Baptiste Planckaert (BEL)    | 58e                          |
| 46                           | Laurenz Rex (BEL)            | 65e                          |

| Lidl-Trek LTK | Lidl-Trek LTK                 | Lidl-Trek LTK |
| ------------- | ----------------------------- | ------------- |
| Num           | Coureur                       | Pos           |
| 52            | Julien Bernard (FRA)          | 9e            |
| 53            | Kenny Elissonde (FRA)         | 2e            |
| 54            | Amanuel Ghebreigzabhier (ERI) | 17e           |
| 55            | Emīls Liepiņš (LAT)           | 47e           |

| Arkéa-Samsic ARK | Arkéa-Samsic ARK         | Arkéa-Samsic ARK |
| ---------------- | ------------------------ | ---------------- |
| Num              | Coureur                  | Pos              |
| 61               | Cristian Rodríguez (ESP) | NP-2             |
| 62               | Maxime Bouet (FRA)       | 63e              |
| 63               | Hugo Hofstetter (FRA)    | 52e              |
| 64               | Élie Gesbert (FRA)       | 6e               |
| 66               | Nacer Bouhanni (FRA)     | 67e              |

| Q36.5 Pro Cycling Team Q36 | Q36.5 Pro Cycling Team Q36 | Q36.5 Pro Cycling Team Q36 |
| -------------------------- | -------------------------- | -------------------------- |
| Num                        | Coureur                    | Pos                        |
| 71                         | Negasi Abreha (ETH)        | 75e                        |
| 72                         | Matteo Badilatti (SUI)     | 16e                        |
| 73                         | Corey Davis (USA)          | 32e                        |
| 74                         | Tom Devriendt (BEL)        | 59e                        |
| 75                         | Damien Howson (AUS)        | 49e                        |
| 76                         | Antonio Puppio (ITA)       | 77e                        |

| TotalEnergies TEN | TotalEnergies TEN       | TotalEnergies TEN |
| ----------------- | ----------------------- | ----------------- |
| Num               | Coureur                 | Pos               |
| 81                | Fabien Doubey (FRA)     | 33e               |
| 82                | Geoffrey Soupe (FRA)    | 36e               |
| 83                | Paul Ourselin (FRA)     | 30e               |
| 84                | Jason Tesson (FRA)      | AB-3              |
| 85                | Dries Van Gestel (BEL)  | 57e               |
| 86                | Alexis Vuillermoz (FRA) | AB-2              |

| Tudor Pro Cycling Team TUD | Tudor Pro Cycling Team TUD  | Tudor Pro Cycling Team TUD |
| -------------------------- | --------------------------- | -------------------------- |
| Num                        | Coureur                     | Pos                        |
| 91                         | Nils Brun (SUI)             | 38e                        |
| 92                         | Aloïs Charrin (FRA)         | AB-3                       |
| 93                         | Robin Froidevaux (SUI)      | 69e                        |
| 94                         | Simon Pellaud (SUI)         | 4e                         |
| 95                         | Sébastien Reichenbach (SUI) | 13e                        |
| 96                         | Luc Wirtgen (LUX)           | 23e                        |

| Astana Qazaqstan Development Team AQD | Astana Qazaqstan Development Team AQD | Astana Qazaqstan Development Team AQD |
| ------------------------------------- | ------------------------------------- | ------------------------------------- |
| Num                                   | Coureur                               | Pos                                   |
| 101                                   | Harold Martín López (ECU)             | 29e                                   |
| 102                                   | Alexandre Vinokourov (KAZ)            | 78e                                   |
| 103                                   | Nil Aguilera (ESP)                    | 82e                                   |
| 104                                   | Gleb Brussenskiy (KAZ)                | 81e                                   |
| 105                                   | Igor Chzhan (KAZ)                     | 79e                                   |
| 106                                   | Daniil Pronskiy (KAZ)                 | 80e                                   |

| CIC U Nantes Atlantique UCN | CIC U Nantes Atlantique UCN | CIC U Nantes Atlantique UCN |
| --------------------------- | --------------------------- | --------------------------- |
| Num                         | Coureur                     | Pos                         |
| 111                         | Jordan Jegat (FRA)          | 12e                         |
| 112                         | Yaël Joalland (FRA)         | 45e                         |
| 113                         | Emmanuel Morin (FRA)        | 71e                         |
| 114                         | Maël Guégan (FRA)           | 54e                         |
| 115                         | Robin Plamondon (CAN)       | 62e                         |

| Leopard TOGT Pro Cycling LTP | Leopard TOGT Pro Cycling LTP | Leopard TOGT Pro Cycling LTP |
| ---------------------------- | ---------------------------- | ---------------------------- |
| Num                          | Coureur                      | Pos                          |
| 121                          | Mathias Bregnhøj (DEN)       | 11e                          |
| 122                          | Emil Vinjebo (DEN)           | 55e                          |
| 123                          | Andreas Stokbro (DEN)        | 37e                          |
| 124                          | Mads Østergaard (DEN)        | 74e                          |
| 125                          | Oliver Knudsen (DEN)         | AB-3                         |
| 126                          | Mats Wenzel (LUX)            | 24e                          |

| Nice Métropole Côte d'Azur NMC | Nice Métropole Côte d'Azur NMC | Nice Métropole Côte d'Azur NMC |
| ------------------------------ | ------------------------------ | ------------------------------ |
| Num                            | Coureur                        | Pos                            |
| 131                            | Édouard Bonnefoix (FRA)        | 51e                            |
| 132                            | Tristan Delacroix (FRA)        | 72e                            |
| 133                            | Jean Goubert (FRA)             | 42e                            |
| 134                            | Julian Lino (FRA)              | 56e                            |
| 135                            | Andrea Mifsud                  | AB-3                           |
| 136                            | Larry Valvasori (LUX)          | AB-3                           |

| Saint Michel-Mavic-Auber 93 AUB | Saint Michel-Mavic-Auber 93 AUB | Saint Michel-Mavic-Auber 93 AUB |
| ------------------------------- | ------------------------------- | ------------------------------- |
| Num                             | Coureur                         | Pos                             |
| 141                             | Romain Cardis (FRA)             | 40e                             |
| 142                             | Nicolas Debeaumarché (FRA)      | 39e                             |
| 143                             | Thomas Devaux (FRA)             | AB-3                            |
| 144                             | Joris Delbove (FRA)             | 19e                             |
| 145                             | Théo Delacroix (FRA)            | 76e                             |
| 146                             | Thomas Gachignard (FRA)         | 26e                             |

| Van Rysel-Roubaix Lille Métropole VRL | Van Rysel-Roubaix Lille Métropole VRL | Van Rysel-Roubaix Lille Métropole VRL |
| ------------------------------------- | ------------------------------------- | ------------------------------------- |
| Num                                   | Coureur                               | Pos                                   |
| 151                                   | Maximilien Juillard (FRA)             | 28e                                   |
| 152                                   | Célestin Guillon (FRA)                | 50e                                   |
| 153                                   | Maxime Jarnet (FRA)                   | 25e                                   |
| 154                                   | Kenny Molly (BEL)                     | 41e                                   |
| 155                                   | Baptiste Huyet (FRA)                  | 18e                                   |
| 156                                   | Eliot Pauchard (FRA)                  | 44e                                   |

| Allemagne espoirs GER | Allemagne espoirs GER | Allemagne espoirs GER |
| --------------------- | --------------------- | --------------------- |
| Num                   | Coureur               | Pos                   |
| 161                   | Cedric Abt            | AB-3                  |
| 162                   | Vincent John          | NP-3                  |
| 163                   | Luca Martin           | 73e                   |
| 164                   | Tobias Müller         | 66e                   |
| 165                   | Jan Rinklef           | AB-3                  |
| 166                   | Henri Uhlig           | 70e                   |

| Cofidis COF | Cofidis COF               | Cofidis COF |
| ----------- | ------------------------- | ----------- |
| Num         | Coureur                   | Pos         |
| 1           | Jesús Herrada (ESP)       | 7e          |
| 2           | François Bidard (FRA)     | 34e         |
| 3           | Axel Mariault (FRA)       | AB-3        |
| 4           | Pierre-Luc Périchon (FRA) | 64e         |
| 5           | Rémy Rochas (FRA)         | 43e         |
| 6           | Hugo Toumire (FRA)        | 27e         |

| AG2R Citroën Team ACT | AG2R Citroën Team ACT        | AG2R Citroën Team ACT |
| --------------------- | ---------------------------- | --------------------- |
| Num                   | Coureur                      | Pos                   |
| 11                    | Jaakko Hänninen (FIN)        | 15e                   |
| 12                    | Aurélien Paret-Peintre (FRA) | AB-2                  |
| 13                    | Valentin Paret-Peintre (FRA) | AB-3                  |
| 14                    | Nans Peters (FRA)            | AB-3                  |
| 15                    | Nicolas Prodhomme (FRA)      | 5e                    |
| 16                    | Clément Venturini (FRA)      | 46e                   |

| EF Education-EasyPost EFE | EF Education-EasyPost EFE | EF Education-EasyPost EFE |
| ------------------------- | ------------------------- | ------------------------- |
| Num                       | Coureur                   | Pos                       |
| 21                        | Alexander Cepeda (ECU)    | 22e                       |
| 22                        | Hugh Carthy (GBR)         | NP-3                      |
| 23                        | Merhawi Kudus (ERI)       | 10e                       |
| 24                        | Andrea Piccolo (ITA)      | 21e                       |
| 25                        | Jonas Rutsch (GER)        | 68e                       |
| 26                        | Michael Valgren (DEN)     | 35e                       |

| Groupama-FDJ GFC | Groupama-FDJ GFC      | Groupama-FDJ GFC |
| ---------------- | --------------------- | ---------------- |
| Num              | Coureur               | Pos              |
| 31               | Fabian Lienhard (SUI) | 60e              |
| 32               | Rudy Molard (FRA)     | 8e               |
| 33               | Enzo Paleni (FRA)     | 48e              |
| 34               | Michael Storer (AUS)  | 1er              |
| 35               | Jake Stewart (GBR)    | 61e              |
| 36               | Reuben Thompson (NZL) | 20e              |

| Intermarché-Circus-Wanty ICW | Intermarché-Circus-Wanty ICW | Intermarché-Circus-Wanty ICW |
| ---------------------------- | ---------------------------- | ---------------------------- |
| Num                          | Coureur                      | Pos                          |
| 41                           | Lilian Calmejane (FRA)       | 3e                           |
| 42                           | Alexy Faure Prost (FRA)      | 14e                          |
| 43                           | Arne Marit (BEL)             | 53e                          |
| 44                           | Simone Petilli (ITA)         | 31e                          |
| 45                           | Baptiste Planckaert (BEL)    | 58e                          |
| 46                           | Laurenz Rex (BEL)            | 65e                          |

| Lidl-Trek LTK | Lidl-Trek LTK                 | Lidl-Trek LTK |
| ------------- | ----------------------------- | ------------- |
| Num           | Coureur                       | Pos           |
| 52            | Julien Bernard (FRA)          | 9e            |
| 53            | Kenny Elissonde (FRA)         | 2e            |
| 54            | Amanuel Ghebreigzabhier (ERI) | 17e           |
| 55            | Emīls Liepiņš (LAT)           | 47e           |

| Arkéa-Samsic ARK | Arkéa-Samsic ARK         | Arkéa-Samsic ARK |
| ---------------- | ------------------------ | ---------------- |
| Num              | Coureur                  | Pos              |
| 61               | Cristian Rodríguez (ESP) | NP-2             |
| 62               | Maxime Bouet (FRA)       | 63e              |
| 63               | Hugo Hofstetter (FRA)    | 52e              |
| 64               | Élie Gesbert (FRA)       | 6e               |
| 66               | Nacer Bouhanni (FRA)     | 67e              |

| Q36.5 Pro Cycling Team Q36 | Q36.5 Pro Cycling Team Q36 | Q36.5 Pro Cycling Team Q36 |
| -------------------------- | -------------------------- | -------------------------- |
| Num                        | Coureur                    | Pos                        |
| 71                         | Negasi Abreha (ETH)        | 75e                        |
| 72                         | Matteo Badilatti (SUI)     | 16e                        |
| 73                         | Corey Davis (USA)          | 32e                        |
| 74                         | Tom Devriendt (BEL)        | 59e                        |
| 75                         | Damien Howson (AUS)        | 49e                        |
| 76                         | Antonio Puppio (ITA)       | 77e                        |

| TotalEnergies TEN | TotalEnergies TEN       | TotalEnergies TEN |
| ----------------- | ----------------------- | ----------------- |
| Num               | Coureur                 | Pos               |
| 81                | Fabien Doubey (FRA)     | 33e               |
| 82                | Geoffrey Soupe (FRA)    | 36e               |
| 83                | Paul Ourselin (FRA)     | 30e               |
| 84                | Jason Tesson (FRA)      | AB-3              |
| 85                | Dries Van Gestel (BEL)  | 57e               |
| 86                | Alexis Vuillermoz (FRA) | AB-2              |

| Tudor Pro Cycling Team TUD | Tudor Pro Cycling Team TUD  | Tudor Pro Cycling Team TUD |
| -------------------------- | --------------------------- | -------------------------- |
| Num                        | Coureur                     | Pos                        |
| 91                         | Nils Brun (SUI)             | 38e                        |
| 92                         | Aloïs Charrin (FRA)         | AB-3                       |
| 93                         | Robin Froidevaux (SUI)      | 69e                        |
| 94                         | Simon Pellaud (SUI)         | 4e                         |
| 95                         | Sébastien Reichenbach (SUI) | 13e                        |
| 96                         | Luc Wirtgen (LUX)           | 23e                        |

| Astana Qazaqstan Development Team AQD | Astana Qazaqstan Development Team AQD | Astana Qazaqstan Development Team AQD |
| ------------------------------------- | ------------------------------------- | ------------------------------------- |
| Num                                   | Coureur                               | Pos                                   |
| 101                                   | Harold Martín López (ECU)             | 29e                                   |
| 102                                   | Alexandre Vinokourov (KAZ)            | 78e                                   |
| 103                                   | Nil Aguilera (ESP)                    | 82e                                   |
| 104                                   | Gleb Brussenskiy (KAZ)                | 81e                                   |
| 105                                   | Igor Chzhan (KAZ)                     | 79e                                   |
| 106                                   | Daniil Pronskiy (KAZ)                 | 80e                                   |

| CIC U Nantes Atlantique UCN | CIC U Nantes Atlantique UCN | CIC U Nantes Atlantique UCN |
| --------------------------- | --------------------------- | --------------------------- |
| Num                         | Coureur                     | Pos                         |
| 111                         | Jordan Jegat (FRA)          | 12e                         |
| 112                         | Yaël Joalland (FRA)         | 45e                         |
| 113                         | Emmanuel Morin (FRA)        | 71e                         |
| 114                         | Maël Guégan (FRA)           | 54e                         |
| 115                         | Robin Plamondon (CAN)       | 62e                         |

| Leopard TOGT Pro Cycling LTP | Leopard TOGT Pro Cycling LTP | Leopard TOGT Pro Cycling LTP |
| ---------------------------- | ---------------------------- | ---------------------------- |
| Num                          | Coureur                      | Pos                          |
| 121                          | Mathias Bregnhøj (DEN)       | 11e                          |
| 122                          | Emil Vinjebo (DEN)           | 55e                          |
| 123                          | Andreas Stokbro (DEN)        | 37e                          |
| 124                          | Mads Østergaard (DEN)        | 74e                          |
| 125                          | Oliver Knudsen (DEN)         | AB-3                         |
| 126                          | Mats Wenzel (LUX)            | 24e                          |

| Nice Métropole Côte d'Azur NMC | Nice Métropole Côte d'Azur NMC | Nice Métropole Côte d'Azur NMC |
| ------------------------------ | ------------------------------ | ------------------------------ |
| Num                            | Coureur                        | Pos                            |
| 131                            | Édouard Bonnefoix (FRA)        | 51e                            |
| 132                            | Tristan Delacroix (FRA)        | 72e                            |
| 133                            | Jean Goubert (FRA)             | 42e                            |
| 134                            | Julian Lino (FRA)              | 56e                            |
| 135                            | Andrea Mifsud                  | AB-3                           |
| 136                            | Larry Valvasori (LUX)          | AB-3                           |

| Saint Michel-Mavic-Auber 93 AUB | Saint Michel-Mavic-Auber 93 AUB | Saint Michel-Mavic-Auber 93 AUB |
| ------------------------------- | ------------------------------- | ------------------------------- |
| Num                             | Coureur                         | Pos                             |
| 141                             | Romain Cardis (FRA)             | 40e                             |
| 142                             | Nicolas Debeaumarché (FRA)      | 39e                             |
| 143                             | Thomas Devaux (FRA)             | AB-3                            |
| 144                             | Joris Delbove (FRA)             | 19e                             |
| 145                             | Théo Delacroix (FRA)            | 76e                             |
| 146                             | Thomas Gachignard (FRA)         | 26e                             |

| Van Rysel-Roubaix Lille Métropole VRL | Van Rysel-Roubaix Lille Métropole VRL | Van Rysel-Roubaix Lille Métropole VRL |
| ------------------------------------- | ------------------------------------- | ------------------------------------- |
| Num                                   | Coureur                               | Pos                                   |
| 151                                   | Maximilien Juillard (FRA)             | 28e                                   |
| 152                                   | Célestin Guillon (FRA)                | 50e                                   |
| 153                                   | Maxime Jarnet (FRA)                   | 25e                                   |
| 154                                   | Kenny Molly (BEL)                     | 41e                                   |
| 155                                   | Baptiste Huyet (FRA)                  | 18e                                   |
| 156                                   | Eliot Pauchard (FRA)                  | 44e                                   |

| Allemagne espoirs GER | Allemagne espoirs GER | Allemagne espoirs GER |
| --------------------- | --------------------- | --------------------- |
| Num                   | Coureur               | Pos                   |
| 161                   | Cedric Abt            | AB-3                  |
| 162                   | Vincent John          | NP-3                  |
| 163                   | Luca Martin           | 73e                   |
| 164                   | Tobias Müller         | 66e                   |
| 165                   | Jan Rinklef           | AB-3                  |
| 166                   | Henri Uhlig           | 70e                   |